# Dennis R. Hoagland
Dennis Robert Hoagland (* 2. April 1884 in Golden, Colorado; † 5. September 1949 in Oakland, Kalifornien) war ein US-amerikanischer Pflanzenphysiologe und Bodenchemiker an der University of California, Berkeley.
Hoagland erwarb 1907 an der Stanford University einen Bachelor in Chemie und wurde 1908 Dozent für Tierernährung an der University of California, Berkeley. 1912/1913 erwarb er bei Elmer V. McCollum an der University of Wisconsin–Madison einen Master in Agrikulturchemie. 1913 erhielt Hoagland in diesem Fach eine erste Professur (Assistant Professor) an der UC Berkeley, 1922 wurde er Associate Professor, 1927 erhielt er eine ordentliche Professur für Pflanzenernährung.
Im Ersten Weltkrieg versuchte Hoagland, die ausbleibenden Importe von Düngemitteln auf der Basis von Kalisalz aus dem Deutschen Reich in die Vereinigten Staaten durch Pflanzenextrakte aus Braunalgen zu ersetzen. Er untersuchte die Fähigkeit von Pflanzen, Salze gegen einen Konzentrationsgradienten aufzunehmen. Bei seinen systematischen Untersuchungen unter kontrollierten Laborbedingungen wurde er durch pflanzenphysiologische Studien von Julius von Sachs und Wilhelm Knop maßgeblich beeinflusst und entwickelte die weithin bekannte Hoagland’sche Lösung (siehe auch Hydrokulturdünger #Spurenelementzusatz nach D. R. Hoagland). Er entdeckte die Energieabhängigkeit der pflanzlichen Salzaufnahme durch aktiven Transport und konnte zeigen, dass verschiedene Pflanzenkrankheiten durch Mangel an Spurenelementen wie Zink und Kupfer verursacht werden. Weitere Arbeiten befassten sich mit der pH-Abhängigkeit des Pflanzenwachstums und insbesondere dem Einfluss von Bodenlösungen auf deren Entwicklung.
1916 wurde Hoagland als Fellow in die American Association for the Advancement of Science (AAAS) gewählt, 1934 als Mitglied in die National Academy of Sciences, 1945 in die American Academy of Arts and Sciences. 1940 erhielt er gemeinsam mit Daniel Israel Arnon für die Arbeit Availability of Nutrients with Special Reference to Physiological Aspects den Newcomb Cleveland Prize der AAAS. Hoagland war Präsident der American Society of Plant Physiologists, die ihm 1929 ihren ersten Stephen Hales Prize verlieh.
Dennis R. Hoagland war seit 1920 mit Jessie A. Smiley verheiratet († 1933); das Paar hatte drei Söhne. Zu seinen Schülern gehörten William Zev Hassid,  Daniel Israel Arnon und Folke Karl Skoog.